# ランディ・ウェスト
ランディ・ウェスト Randy West（本名アンドリュー・ジェイ・エイブラムズ Andrew Jay Abrams、1947年10月12日 - 2024年9月20日）は、1978年にデビューしたアメリカ合衆国のポルノ男優・ポルノ映画監督・プロデューサー。ニューヨーククイーンズ区出身。

## 来歴
彼はマイアミ大学の野球部に所属し、プロ野球選手を夢見ていたが、それは叶わず、代わりに歌手になろうと決意した。彼はいくつかのロックバンドにリードボーカルとして参加し、10年間音楽活動を続けた。その後結局ポルノ男優になり1200本以上のポルノ映画に出演し、1993年にはポルノ映画の監督・プロデューサーになった。監督としても200本を越える作品を手掛けている。
1980年8月、彼はモデルとして米「Playgirl」誌のセンターフォールド（中央見開きページ）を飾った。また1993年の映画『幸福の条件 (Indecent Proposal)』でロバート・レッドフォードの裸のシーンの代役を演じた。1992年の『氷の微笑』でも代役を勤めている。彼は多くのポルノ女優と彼女たちのデビュー当時から一緒に仕事をした。中でもジェナ・ジェイムソンとテラ・パトリックが特に有名である。
ランディ・ウェストが監督した『Up and Cummers (1 - 129)』『I Love Lesbians』『Real Female Masturbation』などのビデオシリーズでは「実在の人々による現実の性行為」に焦点をあてている。あるビデオのラストで彼は最も楽しみな事の1つは、女性共演者がオーガズムに達するのを見る事だと語っている。これらの作品には多分に標準化された様式がある。女性出演者の人となりを浮彫りにするための短いインタビュー、これらが虚構を含んでいるかどうかに関係なく、対話は女の子を独自な個性を持った人間として確立させる。続くセックスシーンでは各々の女の子たちは積極的に臨み、ほとんど全てのケースでオーガズムまで到達する。
ウェストはAVNの「オールタイムトップ50ポルノスター」で29位にランクされている。そしてXRCO殿堂、AVN殿堂、Legends of Eroticaのメンバーである。
2024年9月20日、ラスベガスの病院で腎不全と心不全により死去。76歳没。

## 受賞

### 男優として
- 1988年 XRCO Best Supporting Actor - 『Maxine』[10]
- 1991年 AVN Best Couples Sex Scene（ビデオ） - 『Beauty & the Beast 2』(ヴィクトリア・パリスと)[11]
- 1994年 AVN Best Anal Sex Scene（ビデオ） - 『Sodomania 5』(ティファニー・ミンクス、キティ・ヤンと)[11]
- 1994年 FOXE Male Fan Favorite（ロッコ・シフレディとタイ）[12]
- 1995年 FOXE Male Fan Favorite（ロッコ・シフレディとタイ）[12]
- 1996年 FOXE Male Fan Favorite（ショーン・マイケルズとタイ）[12]

### 監督・プロデューサーとして
- 1993年 XRCO Amateur or Pro-Am Series - 『Up and Cummers』[13]
- 1999年 AVN Best Pro-Am or Amateur Series - 『Up and Cummers』[11]
- 2000年 XRCO Amateur or Pro-Am Series - 『Up and Cummers』[13]
- 2001年 XRCO  Best Pro-Am Series - 『Up and Cummers』[13]
- 2001年 AVN Best Pro-Am or Amateur Series - 『Up and Cummers』[11]
- 2002年 AVN Best Pro-Am or Amateur Series - 『Up and Cummers』(『Cherries』とタイ)[11]